# 福福荘の福ちゃん
『福福荘の福ちゃん』（ふくふくそうのふくちゃん）は、2014年11月8日に公開された日本映画。人情コメディ。主演は大島美幸（森三中）で、男性役を演じている。

## ストーリー
福ちゃんこと福田辰男は、32歳のふくよかな北関東弁の独身男。十数年前に上京して以来、ボロアパートの「福福荘」で暮らしながら、塗装職人として働いている。面倒見が良い男で、昼は職場の人間関係のトラブルを解決し、夜は福福荘の住人で隣部屋に住む野々下と大きな蛇を飼う馬渕とのトラブルを解決する。趣味は凧を作ることで休日は河原などで凧揚げをする日々を送っている。
誰にでも親切な福ちゃんだが、女性に対しては極めて晩生な性格で、それを心配した親友のシマッチこと島木拓郎がカジュアルなお見合いをセッティングしても、その性格が災いして上手くいかない。
ある日、福ちゃんのもとに、杉浦千穂という美女が訪ねてくる。千穂は中学校の同級生で福ちゃんの初恋の人だった。彼女は、福ちゃんが女性恐怖症になってしまった原因を作った当人で、千穂はそのことを謝りに福ちゃんを訪ねてきたのだった。
千穂は、米国系企業に勤めていたが、写真家になるため、大ファンだった写真家のコンクールに応募した。見事優勝したので、彼女は思いきって勤務先を辞め、写真家に弟子入りする。ところが、写真家は千穂の写真などはどうでも良く、ただ若い美人である千穂を愛人にしたいがために優勝させたのだと知り、千穂は絶望する。ある喫茶店のママが占いも出来る怪しい女で、荒んでいた千穂に「過去に何かひどい事をした呪いだ。顔も身体も丸い、詰襟を着た男の子が見える」と話す。千穂には思い当たる節があった。同級生らと罰ゲームと称して福ちゃんに告白し、付き合ったところで彼を落とし穴に落として、好きでもなんでもないことを周囲が告げて彼を笑い者にしたのだった。
再会した当初は福ちゃんは昔のことを思い出し、杉浦に冷たい態度を取っていたが、カメラ修行中の千穂と過ごすうちに再び想いを募らせていく。
しかしシマッチは、千穂がただの自己愛のために福ちゃんに近づいたことに気付き、「遊びのつもりなら福ちゃんに近づくな。これ以上福ちゃんを傷つけるな」と注意する。
千穂が福ちゃんの写真だけを集めた写真集を刊行することが決まった。居酒屋でその祝賀会が行われている最中、福福荘の隣人の野々下が現れる。迎え入れる福ちゃんだが、精神疾患により幻覚が見えた野々下は福ちゃんをナイフで刺してしまう。
福ちゃんの命に別状は無かった。彼は入院したが、野々下を訴えることはせず、逆に見舞いに来た野々下の父に「病気の深刻さに気付いてやれなくて申し訳なかった」と謝罪する。福ちゃんは野々下の父に彼のためにと小さな凧を手渡した。それから、野々下の父は福福荘の野々下の部屋を引き払っていった。
シマッチは千穂と会い、彼女に「友達としてでいいから福ちゃんと一緒にいてくれ」と謝罪する。千穂は自分の自己愛に薄々気付いており、シマッチに反論出来なかったことを話し、写真を撮りながら世界中を回ってみるつもりだと話す。
1年後、馬淵は福ちゃんたちと一緒に働いていた。相変わらず彼らは福福荘に住んでおり、変わったことといえば、時々、福ちゃんの写真集を見た人に求められてサインをする程度だった。福ちゃんが馬淵と仕事を終えて福福荘に帰宅すると、野々下が出て行った部屋に新しい住人が引っ越して来ていた。福ちゃんは自分の部屋に入り、昔撮った千穂の顔写真を携帯電話から思い切って消去した。するとその時、新しく入った住人が挨拶にやって来たので福ちゃんがドアを開けると、そこにいた新しい住人は千穂であった。

## キャスト
- 福田辰男（福ちゃん） - 大島美幸(森三中)

ぽっちゃりした体型で坊主頭。バカが付くほどのお人好し。仕事でも新人を庇い、荒々しいながらもきちんと「目には目を、歯には歯を」で返すことを教えて、アフターケアも行い、家に帰れば福福荘の癖が強い住人のトラブルも解決する。北関東弁がある。女性は過去のトラウマにより苦手。特に美人は嫌い。塗装の仕事をしており、一人暮らし。趣味は凧揚げと凧作り。仕事の同僚であるシマッチとは公私共に仲が良い。人を全て受け入れる器を持っている。牛乳が好き。自らたこ焼きを作ることが出来る。人の悩みに対して共感しつつも、きちんと自己主張する。子供の頃には見た目でいじめられてしまっていた。その分、人には「教育」しながら「成長」させようとし、それに「間違いがない」と思っている。
- 杉浦千穂 - 水川あさみ

米国系企業に勤務している。写真家の沼倉ヒサシに憧れて写真に目覚めた。かなりの美人でスタイルも良い。いわゆる「勝ち組」である。福ちゃんとは同じ中学だった。心霊写真のライターなどの物書きをしている悠子と一緒に生活している。沼倉ヒサシの賞を貰ってから人生が一変し、悪運に見舞われている時、喫茶店の霊が見えるママに「学生時代にひどい事をした相手の呪いだ」とアドバイスを受け、過去の過ちを償うべく福ちゃんに会いに行く。最初は自己愛と自意識が過剰であったが、福ちゃんと仲良くなるにつれて「楽しさ」を覚える。結果的に自己愛がバレて福ちゃんと亀裂が入るが、福ちゃんの優しさで「占いなんかあてにならない」と知り、1年間海外で学び、福ちゃんにも千穂にも嬉しいことが起きる。
- 島木拓郎（シマッチ） - 荒川良々

福ちゃんの仕事仲間であり親友。本人はブサイクだが、美人妻・良美とラブラブ。福ちゃんとは正反対でハッキリ物を言い、悪戯好きで女性も好き。しかし、福ちゃんと同じく優しい心を持つが、口が悪く天邪鬼な性格から素直に言えなかったり、キツく言ってしまう。
- 馬淵典彦 - 芹澤興人

福福荘の住人。東京大学卒業。大蛇をペットにしている。髭もじゃで冴えない見た目で空気が読めない発言をしてしまうが、伝えるのが下手なだけである。しかしその性格が災いし、それ迄友達がいなかったが、ある事件がきっかけで福ちゃんと野々下と仲良くなる。将棋をしたことがなかったが、初めてで福ちゃんを負かすほど強かった。ピクニックにも行ったことが無い。
- 野々下彰 - 飯田あさと

福福荘の住人。馬淵の大蛇のことで福ちゃんに相談した。ある事件で過去に逮捕歴があり、四国霊場八十八ケ所巡りを自らの足で行った。今でも都内でお遍路をしている。巨大な肉まんを売っている店を知っている。実は精神的に病んでおり、お遍路から帰ってきた時に福ちゃんに危害を加えてしまう。福ちゃんは自分よりも野々下を気にしていた。
- 下田悠子 - 平岩紙

千穂と同居している。心霊写真のライターなどの仕事をしており、出版社に顔が利く。淡々と話し、千穂を諭したり、助けたりしている。
- 島木良美 - 黒川芽以

シマッチの妻。美人で明るい。AKB48の曲が踊れる。福ちゃんが唯一気兼ねなく話せる女性だが、気を許すまで長くかかった。パン屋で働いている。
- 笠原克子 - 山田真歩

良美と同じパン屋で働いている。良美が福ちゃんの写メを見せたら好意を持った。シマッチ曰く「個性的な美人」。太っている人が好き。
- 大場直人 - 山本剛史

悠子の知り合いの出版社社員。昔は社内でかなり良い立場だったが、今は立場が危うくなっており、冒険心が無くなりつつある。甘党。
- 牛島みのる - 徳永ゆうき

アーティストを目指して九州の山奥から出てきた。まだ上京して1か月もしていないため東京が怖い。恥ずかしがり屋で引っ込み思案。ある事件をきっかけとして福ちゃんを慕うようになる。シマッチはやや苦手。歌はプロ並に上手い。
- 女店主 - 真行寺君枝

千穂が行った喫茶店のママ。霊能力があり、占いのようなアドバイスが出来る。不思議な魅力がある。悠子もその喫茶店に通っている。プリンを作るのが上手。
- カレー屋のマスター - 古舘寛治

カレーについてとんでもない持論を持ち、それを客に押し付けているインドカレー屋。
- 沼倉ヒサシ - 北見敏之

奇才の写真家。いつも不思議な服装をしている。奇抜なカメラを千穂にプレゼントする。エリートやインテリが嫌い。美女は大好き。秘書に美女を連れているが、風変りな秘書である。

## スタッフ
- 監督・脚本 - 藤田容介
- 音楽 - エコモマイ
- プロデューサー - 新井直子、藤村恵子、アダム・トレル
- 撮影 - 池内義浩
- 照明 - 斉藤徹
- 美術 - 安宅紀史
- 録音 - 深田晃
- 編集 - 堀善介
- 配給・宣伝 - ファントム・フィルム
- 制作プロダクション - テレビマンユニオン
- 制作協力 - キリシマ1945
- 協賛 - プロタイムズ・ジャパン
- 製作 - 「福福荘の福ちゃん」製作委員会（ファントム・フィルム、クロックワークス、Third Window Films、naniiro、ライトハウス・エンターテイメント、テレビマンユニオン、デジタルワン、インクウェル）

## 制作

### 企画
監督の藤田容介が、主演を務めた大島美幸がおっさんを演じるコントを見たことがきっかけで生まれたオリジナル作品。大島がおっさん役を演じるにあたって、頭を丸刈りにする「断髪式」が執り行われ、共演者の水川あさみと荒川良々も参加した。
映画作品にあたって、藤田は大島以外でのキャスティングは考えておらず、キャスティングの理由については、「30歳を過ぎても女性と付き合ったことがない役を男性が演じたら生々しくなってしまうし、不細工でありながら、千穂に『いい顔だ』と言ってもらえるような両面が必要で、大島以外に考えられなかった。」と、第22回レインダンス映画祭の質疑応答にて語っている。

## 作品の評価
第6回沖縄国際映画祭の正式出品を皮切りに、ウディネ・ファーイースト映画祭2014、レインダンス映画祭2014ほか、12の映画祭に正式招待され、イギリス、ドイツ、イタリア、台湾での公開が決定した。

### 受賞歴
- 第18回ファンタジア国際映画祭・最優秀女優賞 - 大島美幸[4]。

## 劇中歌・エンディング曲

### 劇中歌
- 『星屑の町』 - 作詞：東條寿三郎、作曲：安部芳明
- 『骨まで愛して』 - 作詞：川内康範、作曲：北原じゅん

歌：徳永ゆうき （役：牛島みのる）

### 使用曲
- 『出発の歌』（たびだちのうた） - 作詞：及川恒平、作曲：小室等

歌、演奏：上條恒彦と六文銭